# Яцканин Іван Юрійович
Яцка́нин Іва́н Ю́рійович (*28 серпня 1950 року, с. Ряшів, Словаччина) — український письменник Словаччини. Уродженець Пряшівщини.

## Біографія
Народився 28 серпня 1950 року в селі Ряшів (Словаччина). Закінчив педагогічний факультет Кошицького університету ім. П. Й. Шафарика.
Живе і працює в місті Пряшів. Голова Спілки українських письменників Словаччини, головний редактор літературного журналу «Дукля» та українського дитячого журналу «Веселка». Автор багатьох збірок оповідань. Перекладає зі словацької, чеської та польської мов. Іван Яцканин часто відвідує Україну, бере участь в численних літературних заходах. На словацькому радіо веде передачу, присвячену українській літературі.
Лауреат премій імені Івана Франка (Словаччина), імені Григорія Сковороди, імені Дмитра Нитченка, імені Олени Пчілки, Міжнародної літературної премії імені Миколи Гоголя (колишня премія «Тріумф»), Міжнародної літературної премії ім. Івана Кошелівця.
Нагороджений Указом Президента України орденом «За заслуги» ІІІ ступеня.

## Твори

### Оповідання, повісті
- «Зерня» (у співавторстві з Віталієм Конопельцем), Братислава: Словацьке педагогічне видавництво, 1987.
- «Місце проживання», Братислава, 1988.
- «Наталка вже не плаче» (іл. Тетяна Житнян), Братислава, 1988.
- «Веселка Карпат» (у співавторстві з Дмитром Федакою), Братислава, 1990.
- «Усе залишиш», Братислава, 1990.
- «Дерев'яний смуток», Ужгород: Гражда, 1997 — 135с. — ISBN 966-7112-01-0*7.
- «Полегшуючі обставини», Пряшів, 1994.
- «Тіні й шрами», Пряшів, 1994.
- «Втеча», Пряшів, 1995.
- «…як збиті пси», Пряшів
- «Вернісаж», Пряшів, 2000.
- «В усьому винні чоловіки», Пряшів, NITECH, 2004.

### Літературознавство
- Діалог літератур, Пряшів: Спілка українських письменників Словаччини, 2008. — 132 с.

### Антології
- Під синіми Бескидами: Антологія поезії та малої прози укр. письменників Словаччини / Дмитро Михайлович Федак (упоряд.), Іван Юрійович Яцканин (упоряд.). — Ужгород: Закарпаття, 2006. — 560с. : іл. — ISBN 966-347-027-5.

### Переклади
- Стефан Ганушкин. Високі сходи / пер.зі словац. Іван Яцканин. — Кошице: Východosl.vyd, 1989 ISBN 80-85174-08-1
- Юліус Балцо. Гороб'ячий король / пер.зі словац. Іван Яцканин, Мартін Келленберг (іл.). — Ужгород: TIMPANI, 2009. — 47с. : іл. — Переклад за вид.: Vrabci kral/ Julius Balco. Bratislava, 2004. — ISBN 978-966-8904-36-3.
- Йозеф Банаш. Зона натхнення: роман. — Ужгород: TIMPANI, 2012.
- Марек Вадас «Відчайдушно гарне життя» — Ужгород: TIMPANI, 2011.
- Станісав Штепко «Ластівчані казки» (2012)

### Журнальні публікації
- Яцканин І., Затяжний дощ // Слов'янське віче XXI століття, 1996, № 4, с. 88-92.
- Яцканин І., Ангел над містом, повість // Кур'єр Кривбасу, 2002, № 10, с. 2-65.
- Яцканин І., У всьому винні одні чоловіки, новела // Березіль, Харків, 2005, № 5, с. 22-27.
- Вадас М., Мініатюри, пер. з словацької І. Яцканин / / Всесвіт, Київ, 2009, № 7-8, с. 66-75.